# Padamukti (Pasirwangi)
Padamukti is een bestuurslaag in het regentschap Garut van de provincie West-Java, Indonesië. Padamukti telt 4392 inwoners (volkstelling 2010).